# Annie Vallotton
Annie Vallotton (* 21. Februar 1915 in Lausanne; † 28. Dezember 2013 in Paris) war eine schweizerisch-französische Künstlerin und Illustratorin. Sie wurde vor allem durch ihre Illustration der Gute Nachricht Bibel bekannt.

## Leben
Annie Vallottons Mutter stammte aus dem Elsaß. Ihr Vater war der Schriftsteller Benjamin Vallotton, Cousin des Künstlers Félix Vallotton. Ihr Bruder Pierre war wie ihr Vater und ihr Großvater studierter Theologe und arbeitete als reformierter Pfarrer in der Kirche von Saint-Dié. Gemeinsam mit ihrer Schwester Gritou dokumentierte sie ihre Kriegserlebnisse zwischen 1939 und 1944 unter dem Titel C’etait au jour le jour in Tagebüchern, die heute als wertvolles zeitgeschichtliches Zeugnis betrachtet werden.

## Werk
Annie Vallotton begann ihre künstlerische Karriere, indem sie Fresken an Wände von Flüchtlingslagern in Toulouse während des Zweiten Weltkrieges malte. Dort lernte sie auch die Widerstandskämpferin Berty Albrecht, die von Vallottons Großvater getauft worden war, kennen. 1966 wurde sie von Eugene Nida zur Illustration der Good News Bible (Gute Nachricht Bibel) engagiert. Ihre Strichzeichnungen wurden weltberühmt und über 70 Milliarden Mal abgedruckt; eine solche Auflage hat bisher kein anderer Künstler erreicht.
Mit ihren Zeichnungen wollte sie zum Lesen der Bibel anregen. Manche Zeichnungen fertigte sie 80 bis 90 Mal an, bevor sie damit zufrieden war. Ihr ging es darum, die Darstellung so einfach wie möglich zu halten, um zum Kern der Wahrheit, die die Bilder ausdrücken sollten, zu gelangen.